# Широкундышское сельское поселение
Широкундышское сельское поселение — упразднённое муниципальное образование (сельское поселение) в составе Килемарского района Марий Эл Российской Федерации. Административный центр поселения — деревня Широкундыш.

## История
Образовано к 2005 году. В 2022 году сельское поселение упразднено, а все входившие в его состав населённые пункты были включены в городское поселение Килемары.

## Население
| 2010 | 2011 | 2012 | 2013 | 2014 | 2015 | 2016 |
| ---- | ---- | ---- | ---- | ---- | ---- | ---- |
| 800  | ↘795 | ↘781 | ↘770 | ↗776 | ↘772 | ↗774 |
| 2017 | 2018 | 2019 | 2020 | 2021 |      |      |
| ↘764 | ↘759 | ↘746 | ↘734 | ↘720 |      |      |

## Населённые пункты
В состав сельского поселения входили 7 населённых пунктов (1 село, 1 посёлок и 5 деревень):
| № | Населённый пункт | Тип     | Население (чел.) |
| - | ---------------- | ------- | ---------------- |
| 1 | Актаюж           | село    | 231              |
| 2 | Мари-Тойдаково   | деревня | 29               |
| 3 | Некрасово        | деревня | 24               |
| 4 | Петропавлово     | деревня | 5                |
| 5 | Трёхречье        | деревня | 110              |
| 6 | Цинглок          | посёлок | 4                |
| 7 | Широкундыш       | деревня | 397              |